# کرناتکه
کَرناتَکه (کانارا:ಕನಾ೯ಟಕ) یکی از ایالت‌های جنوبی کشور هند است. مرکز این ایالت شهر بنگالورو (یا همان بنگلور) است، بنگالورو شهری با جمعیت تقریباً ۶ میلیونی در هندوستان است. بسیاری از مردم این ایالت به زبان کانارا گفتار می‌کنند. این ایالت در گذشته ایالت میسور نام داشته که در سال ۱۹۷۳ به‌طور رسمی به کرناتکه تغییر نام پیدا کرده‌است.